# アルバトロス (あほうどり)
「アルバトロス (あほうどり)」（Albatross）は、フリートウッド・マックが1968年に発表したインストゥルメンタル。本国イギリスで1位を記録したほかヨーロッパ各国で大ヒットした、グループの代表曲の一つ。

## 概要
ピーター・グリーンはサント&ジョニーの1959年のヒット曲「スリープ・ウォーク」の影響の下に本作品を書いたと言われている。また、チャック・ベリーの「Deep Feeling」との類似が指摘されている。
1968年、ミック・フリートウッドはダニー・カーワンをバンドに入れるべきだとピーター・グリーンに主張。フリートウッド以外のメンバーは半信半疑だったが、同年8月、カーワンはフリートウッドに乞われ5人目のメンバーとなった。その2か月後の10月、本作品のレコーディングが行われた。ギタリストのジェレミー・スペンサーは録音に参加していない。グリーンはのちになって「ダニーがいなかったら『アルバトロス』は決して生まれなかった。俺はヒット曲を一つも持たずに終わっただろう」と述べている。
同年11月22日にシングルA面として発売。B面はカーワンが作曲したインストゥルメンタル「ジグゾー・パズル・ブルーズ」。
イギリスとオランダで1位、ノルウェーで2位、スイスとスウェーデンで4位、アイルランドで5位、オーストラリアで11位、西ドイツで19位を記録した。
ビートルズの「サン・キング」は本作品を念頭において制作された。

## 演奏者
- ピーター・グリーン - ギター
- ダニー・カーワン - ギター
- ジョン・マクヴィー - ベース
- ミック・フリートウッド - ドラムズ